# Åssjötjärnarna (Ådals-Lidens socken, Ångermanland, östra)
Åssjötjärnarna är en sjö i Sollefteå kommun i Ångermanland och ingår i Ångermanälvens huvudavrinningsområde.